# 柯丁選
柯丁選，（1919年—2005年）。臺灣医生、政治人物，中國國民黨籍。生於花蓮縣，曾擔任第四及第五屆、以及代理第七屆花蓮縣縣長。

## 早年生平
柯丁選在七歲時隨父親到花蓮「溝仔尾」居住。小學就讀於花蓮港公學校（今明禮國小），與黃福壽同為同學。公學校六年畢業後繼續讀高等科兩年，再讀花蓮港夜間中學兩年，其間曾在花蓮壽豐糖廠當過臨時工半年。臺灣完成初中教育後，柯丁選前往日本內地求學，先就讀福岡縣豐國中學，豐國中學畢業後，原本第一名畢業的柯丁選可保送當時的滿洲國哈爾濱工業大學電機系，但因母親反對讀"工"而作罷。於是轉往考醫學系，進入九州帝國大學醫學部專科，並在日本國立鹿兒島大學取得醫學博士的學位。
1947年7月間，柯丁選自日本返臺投身醫界。曾擔任鐵路醫院婦產科與小兒科主任醫師。1949年轉至鋁廠花蓮醫院擔任院長，並在省立花蓮高中（今國立花蓮高級中學）擔任教員兼校醫。約1950年，基督教門諾會派何樂道醫師（Dr. Hess）到花蓮，以花蓮教會牧師館充當診所免費看病，稱為「基督教門諾診所」（MCC - Mennonite Christian Clinic），同時並組成基督教門諾會山地醫療巡迴隊，於山地鄉巡迴免費看診。當時剛回鄉在鋁廠花蓮醫院當院長的柯丁選義助門諾，除於兼辦MCC外，還加入山地醫療巡迴隊到偏遠山地鄉為臺灣原住民做巡迴醫療服務。1951年花蓮大地震那年，門諾會派恩格爾醫師（ Dr. Engle）來鋁廠醫院當醫師，並接辦基督教門諾診所。其時柯丁選亦繼續兼任看病的工作。兩年之後恩格爾醫師期滿歸返，基督教門諾會因而再度以月薪美金一百元聘請柯丁選兼任門諾診所主任一職，後因基督教門諾會有意結束門諾診所，柯丁選於是卸下門諾診所職務。1958年，柯丁選在花蓮美崙創辦「生生醫院」。也曾任花蓮師範附小家長會主席、花蓮縣醫師公會常務理事、臺灣省醫師公會理事等職。
柯丁選同時也是中尉軍醫，在應召服役時，也救活了若干軍中將士。:331

## 政途
1958年柯丁選投身政界，出任花蓮縣第二屆議員、第四屆議長。
1960年，柯丁選代表角逐第四屆花蓮縣長選舉，以5萬5千多票擊敗徐輝國當選花蓮縣長，1964年第五屆花蓮縣長選舉中，柯丁選在只有一人競選下以10萬零一千八百餘票高票連任成功。柯丁選在縣長任內配合花蓮港建設，設立水產職業學校，爭取漁業貸款，改善原住民生活。完成十餘公里海岸山脈西側道路:333，以及豐濱鄉石梯灣漁港的新建工程。:334並修築堤防、開發新生地作為耕作用地。在改善醫療方面，柯丁選在縣長任內也曾大力地給予門諾會興辦醫院許多土地上的幫助。
當時由於國民黨縣長能任命的除縣府員工外就是教員，所以往往都是用教員當助選員，或在選上後任用派系人馬擔任教職以供酬賞。然而柯丁選在縣長任內，從未用教員做助選員，人事也從未用私人。
縣長卸任後，柯丁選於1968年6月被任命為臺灣省政府委員兼建設廳長，後擔任臺灣省都市計劃委員會主任委員、行政院顧問等職務。其間柯丁選曾任烏腳病防治中心主任，前往臺南縣北門一帶，防止烏腳病的蔓延。:334
1976年至1977年間，因當時花蓮縣長黃福壽至台肥公司當董事長，臺灣省政府派時任省府委員的柯丁選回花蓮代理了一年五個月的縣長。任內促使海岸山脈西側道路的延伸，貫通壽豐、豐濱、光復、瑞穗等偏遠鄉村的產業道路，極力奔走爭取。:334
1984年，柯丁選創辦的生生醫院失火，院舍全毀，財物損失逾一千五百萬，使柯丁選多年的心血付諸一炬。同年其妻李珠玉因腦溢血病逝。柯丁選於該年自政壇退休。之後他到日本行醫，直到2005年過世。

## 家庭
柯丁選妻子李珠玉，為基督教傳教師李水車次女，畢業於淡水婦女學堂。是一名護士和助產士。與柯丁選育有三子二女，長男尚志、次男尚信、三男尚仁、長女素琴、次女素蘭。1984年李珠玉因腦溢血病逝。

## 外部連結
- 1961年花蓮阿美族豐年祭 （页面存档备份，存于），台影新聞史料。柯丁選出現於0分21秒、2分33秒處。
- 花蓮縣全球資訊服務網－歷任縣長 （页面存档备份，存于）
- 柯丁選十年縣長，一步一腳印 （页面存档备份，存于）

| 中華民國政府職務 | 中華民國政府職務                                 | 中華民國政府職務 |
| ---------------- | ------------------------------------------------ | ---------------- |
| 花蓮縣政府       |                                                  |                  |
| 前任： 胡子萍    | 花蓮縣縣長 第四、五屆 1960年6月2日－1968年6月2日 | 繼任： 黃福壽    |
| 前任： 黃福壽    | 花蓮縣縣長 代理 1976年7月20日－1977年12月20日    | 繼任： 吳水雲    |